# 初音町

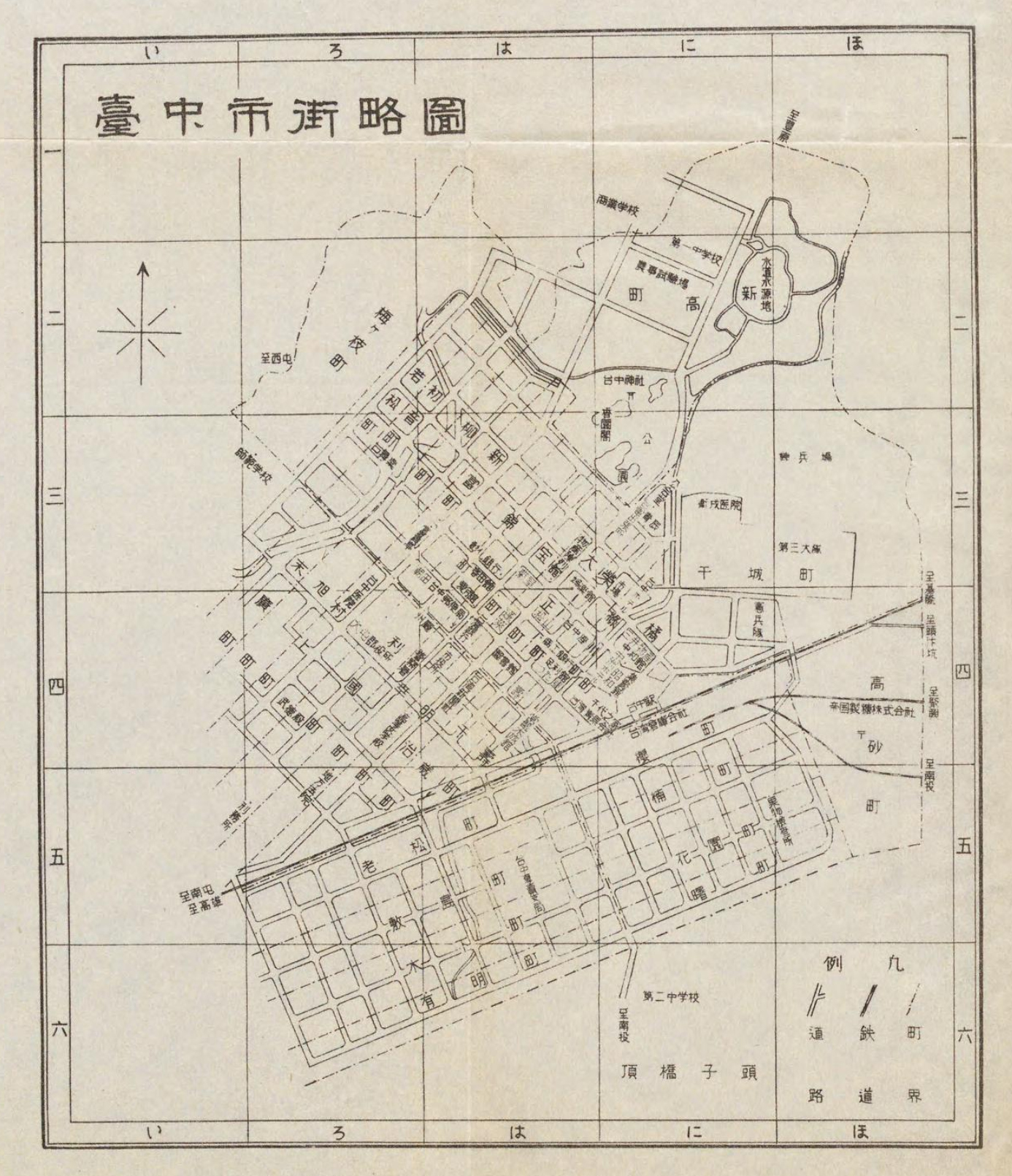
臺中市街略圖

初音町為台灣日治時期臺中州臺中市的町，分為七丁目，位於柳川旁；其最初在1916年公告為通稱町名，在1926年4月1日的町名改正公告中才正式設立，原臺中市大字的臺中改為31個町。

## 町內設施
一丁目
二丁目
- 愛國婦人會台中支部

三丁目
- 樂舞台

四丁目

五丁目
- 初音町警察官吏派出所
- 台中貸座敷業組合（初音町遊廓）

六丁目
七丁目